# 丸吉日新堂印刷
丸吉日新堂印刷株式会社（まるよしにっしんどういんさつ）は、日本の印刷会社。本社は札幌市豊平区平岸に所在。

## 概要
1982年に創業。1995年に阿部晋也が社長に就任。それまでの伝票印刷から時代の変化に対応し、ペットボトル再生材名刺やバナナペーパー名刺など地球環境に配慮したエコ名刺の通販事業を中心に据え、｢1枚の名刺で地球を救う｣という理念を掲げた。従業員10名足らずの零細企業であるが、2012年のウェブ記事によると、エコ名刺の注文は2万7000件に達し、その8割が道外からの発注で、リピート率は9割に達しているとされる。さらにバナナの茎を用いた紙作りでザンビアの雇用を創出している。2010年には坂本光司の『ちっちゃいけど世界一誇りにしたい会社』に掲載された。

## 表彰
- 2012年：CRMベストプラクティクス賞[2]。
- 2016年：札幌商工会議所平成27年度CSR経営表彰社会貢献部門[3]